# Забучье
Забучье (укр. Забуччя) — село, входит в Киево-Святошинский район Киевской области Украины.
Население по переписи 2001 года составляло 275 человек. Почтовый индекс — 08110. Телефонный код — 4597. Занимает площадь 0,78 км².

## Местный совет
08110, Київська обл., Києво-Святошинський р-н, с. Михайлівка-Рубежівка, вул. Шкільна, 1